# Мкртчян, Мгер Альбертович
Мгер Альбертович Мкртчян (арм. Մհեր Մկրտչյան; 30 марта 1972, Ереван, Армянская ССР, СССР) — армянский кинорежиссёр, сценарист и кинопродюсер, сын кинорежиссёра и сценариста Альберта Мкртчяна, племянник актёра Фрунзика Мкртчяна. Лауреат Государственной премии Республики Армения (2017).

## Образование
В 1989 году поступил на сценарно-киноведческий факультет ВГИК, в мастерскую известного сценариста Эдуарда Яковлевича Володарского (автора таких фильмов, как «Свой среди чужих, чужой среди своих», «Мой друг Иван Лапшин»). Окончив институт в 1995—2006 гг., работал в банковском секторе. С 2015 года Мгер Мкртчян является художественным руководителем Ереванского театра имени М. Мкртчяна. В 2023-м после многолетней публичной оппозиционной к действующей в Армении власти позиции был отстранен от работы. Суд в 2024 г. признал его отстранение неправомерным, однако не восстановил в должности.

## Карьера
Долгие годы не имел никакого отношения к кино, работал в коммерческих структурах. В 2006 году совместно с продюсерами Арменом Медведевым и Аркадием Григоряном запустил художественный фильм «Трое и Снежинка» с Иваном Ургантом в главной роли. Являлся на этом проекте автором сценария, продюсером и режиссёром-постановщиком (сорежиссёром был Павел Бардин). Фильм вышел на экраны в 2007 году. Фильм «Трое и Снежинка» (РФ, 2007) и удостоился приза «Весёлая надежда» на кинофестивале «Улыбнись, Россия!» как лучший дебютный фильм.

## Фильмография
- «Трое и Снежинка», РФ, 2007 (продюсер, автор сценария; режиссёр совместно с Павел Бардин)
- «Взрослая дочь, или Тест на…», РФ, 2010 (автор сценария и режиссёр)
- «Дед 005», РФ, 2013 (автор сценария и режиссёр)
- «Дед 005» (телесериал), РФ, 2015 (автор сценария и режиссёр)
- «Линия» / Kyanq u Kris, РА, 2016 (автор сценария и режиссёр)
- «Линия 2. 25 лет спустя» / Kyanq u Kriv 2, РА, 2017 (автор сценария и режиссёр)
- «Мечты и дороги» / The Path of Our Dream, 2017 (автор сценария и режиссёр)
- «Ежик по имени Людвиг», РА, 2017 (автор сценария и режиссёр)
- «Власть»/ Ishkhanutyun, РА, 2021 (автор сценария, режиссёр и продюсер)
- "Власть-2/ Ishkhanutyun-2, РА, 2022 (автор сценария, режиссёр и продюсер)